# Кордова-Бакли, Наталья
Наталья Кордова-Бакли (англ. Natalia Cordova-Buckley, род. 25 ноября 1982 года) — мексикано-американская актриса. Она наиболее известна по роли Елены «Йо-Йо» Родригес в супергеройском драматическом сериале канала ABC «Агенты „Щ.И.Т.“» (2013—2020).

## Ранние годы
Наталья родилась в Мехико и выросла в Канкуне. Её дедушкой был Панчо Кордова, актёр мексиканского и американского кино, которого она никогда не видела.
Кордова-Бакли получила классическое балетное образование, занимаясь под руководством Фернандо Алонсо в танцевальной студии Centro de Arte Siglo XXI. Найдя это занятие слишком ограничивающим, она решила стать актрисой. Она пересмотрела своё мнение об актёрстве после того, как в юности пыталась избежать его из-за того, что её дразнили за голос. Она вспоминала: «Дети не хотели бегать за мной, когда мы играли в пятнашки, потому что они говорили, что я кричу, как Годзилла. Дело было не только в моём голосе, но и в том, что у меня довольно сильный характер, и я всегда была очень откровенной и имела своё мнение».
В возрасте 17 лет она переехала в США, поступив на драматический факультет Школы искусств Университета Северной Каролины, программы для старшеклассников по изящным искусствам. После окончания учёбы она посещала театральную консерваторию в Калифорнийском институте искусств.

## Избранная фильмография
| Год  |   | Русское название | Оригинальное название | Роль         |
| ---- | - | ---------------- | --------------------- | ------------ |
| 2017 | с | Мотель Бейтс     | Bates Motel           | Джулия Рамос |